# 塔特區
14°09′20″S 75°42′28″W / 14.1556°S 75.7078°W
塔特區（西班牙語：Distrito de Tate）是秘魯的一個區，位於該國中南部伊卡大區的伊卡省，始建於1964年1月24日，面積7.1平方公里，海拔高度392米，2005年人口3,699，人口密度每平方公里520人。